# Femizid in Lateinamerika

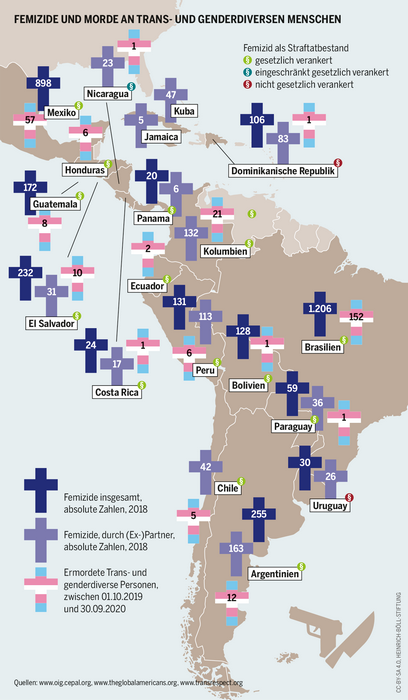
2018 sind in Lateinamerika mindestens 3.287 Frauen Opfer von Femiziden geworden. (Grafik der Heinrich-Böll-Stiftung)

Femizid in Lateinamerika (‚Frauentötung‘; aus englisch femicide) betrifft die besondere Häufung von geschlechtsspezifischen Tötungen von Frauen in den spanisch- und portugiesischsprachigen Ländern Amerikas: Unter den 25 Ländern mit den höchsten Femizidraten befanden sich 2016 vierzehn Lateinamerikas. So werden jeden Tag durchschnittlich zwölf Frauen in Lateinamerika Opfer eines Femizids.

## Frauenmorde in Ciudad Juárez, Mexiko
Durch die Frauenmorde von Ciudad Juárez zählt die nordmexikanische Grenzstadt seit den 1990er-Jahren zu den Städten mit den höchsten Femizidraten weltweit – allein im Jahr 2010 verloren hier mehr als 300 Frauen ihr Leben. Während Femizide meistens von nahen Angehörigen der Opfer ausgeübt werden, handelt es sich bei den Morden in Ciudad Juárez (1,3 Mio. Einwohner im Jahr 2010) um eine systematische Jagd nach Frauen, angetrieben von Drogenkartellen, Polizei und Politik. Eine Suche nach den Tätern und deren Verurteilung bleibt meist aus. Die Vorkommnisse hier gelten als das Schlüsselereignis, das zur wachsenden internationalen Aufmerksamkeit auf die Frauenmorde in Lateinamerika und deren drastischem Ausmaß führte.
Im Jahr 2019 wurden in ganz Mexiko rund 3800 Morde an Frauen registriert, fast ein Drittel eingestuft als Femizid. Alleine im April 2020 wurden mutmaßlich 337 Frauen ermordet, die höchste Zahl seit 2015, dem Beginn der statistischen Erfassung. Mutmaßlich 70 waren Opfer eines Femizids (21 %). Die offiziell erfasste Statistik gibt 97,6 Mordopfer pro Tag für 2019 an, diese Zahl stieg im ersten Halbjahr 2020 auf 98,8 pro Tag. Mexikos Sicherheitsminister Alfonso Durazo erklärte im Juli, dass 489 Frauen Opfer von Femiziden waren, rund 3 % der insgesamt 17.982 Mordopfer. Im Vergleich zu den 448 ermordeten Frauen im ersten Halbjahr 2019 war dies ein Anstieg von rund 9,2 %; die Zahlen lagen in 2018 noch niedriger.

## Maßnahmen der Vereinten Nationen

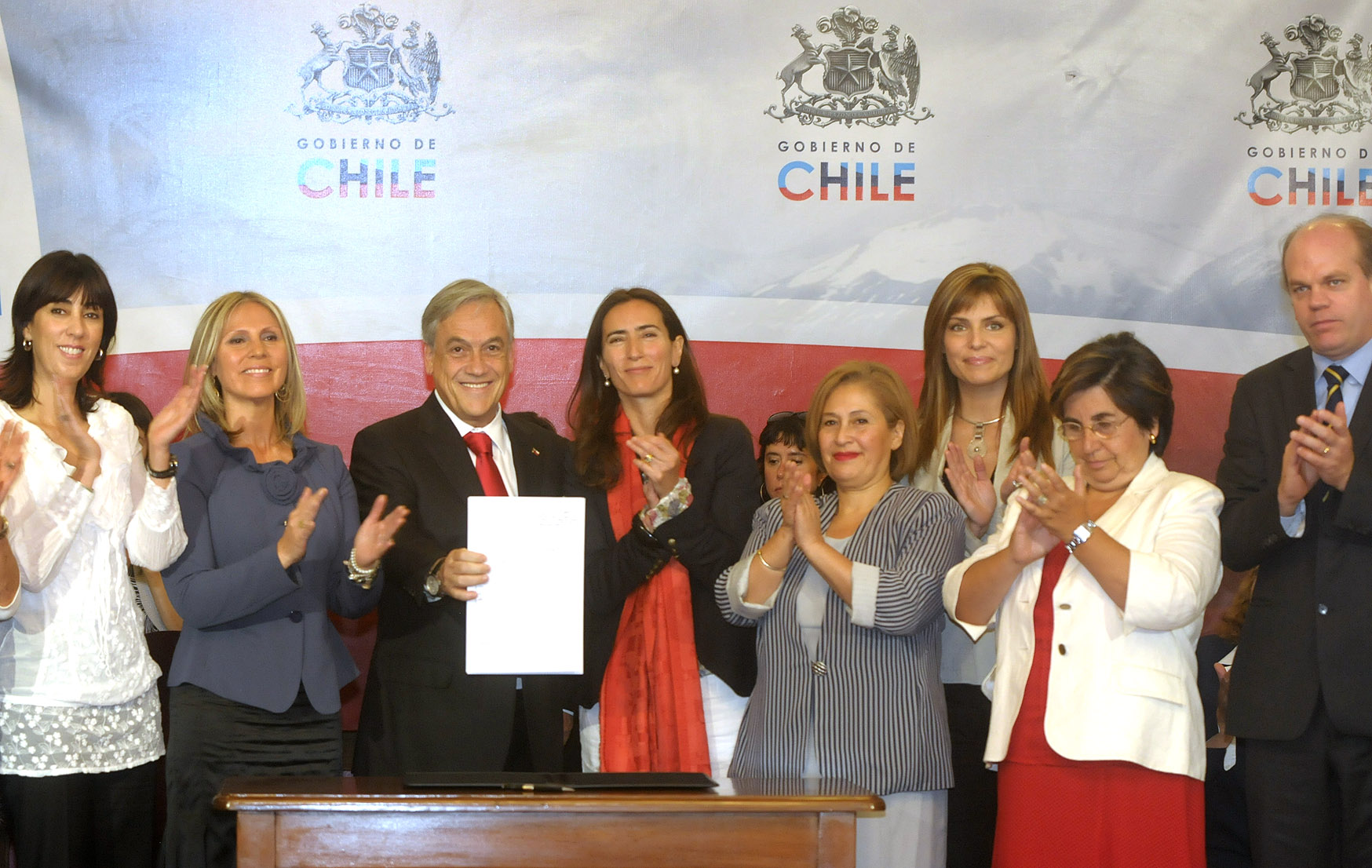
Verabschiedung des Gesetzes gegen Femizid in Chile 2010

Im Jahr 2014 führten die Vereinten Nationen erstmals das Latein Amerikanische Modell Protokoll zur Investigation von geschlechtsspezifischen Tötungen von Frauen ein. Es soll von Polizei, Gerichten und Forensikern genutzt werden, um Femizide zu untersuchen. Das Protokoll beinhaltet neben Sanktionsvorschriften für die Behandlung begangenen Femizids, auch Präventions- und Entschädigungsmaßnahmen. Den verschiedenen Autoritäten sollten dadurch nicht nur die Hintergründe erklärt werden, die zu Femiziden führen, sondern auch bewusst gemacht werden, was es bedeute, Verantwortung über die Sicherheit von Frauen zu tragen.
Am 27. September 2018 verkündeten die Vereinten Nationen und die Europäische Union, eine Investition von 50 Millionen Euro, die zur Bekämpfung der Femizide in Lateinamerika genutzt werden solle. Im Rahmen der Spotlight Initiative wollen die EU und die Vereinten Nationen neue Programme in fünf lateinamerikanischen Ländern einführen. Laut Neven Mimica, EU-Kommissar für internationale Entwicklung und Zusammenarbeit, solle das Ziel sein, vor allem mit den Regierungen der jeweiligen Ländern zusammenzuarbeiten, um an die Wurzel der derzeitigen Probleme zu gelangen. Im Falle von Femiziden seien das patriarchale Einstellungen, Misogynie, Sexismus und Objektifizierung von Frauen.

## Gesetzliche Bestimmungen
16 lateinamerikanische Länder haben Gesetze hinsichtlich der Tötung von Frauen eingeführt. Die Straftat wird entweder als Femizid oder als Mord mit geschlechtsspezifischen Gründen bezeichnet.
| Gesetzliche Bestimmungen gegen Femizid in Lateinamerika | Gesetzliche Bestimmungen gegen Femizid in Lateinamerika                                                                                       | Gesetzliche Bestimmungen gegen Femizid in Lateinamerika | Gesetzliche Bestimmungen gegen Femizid in Lateinamerika |
| Land                                                    | Gesetz | Jahr                                                    | Straftat                                                |
| ------------------------------------------------------- | --- | ------------------------------------------------------- | ------------------------------------------------------- |
| Argentinien                                             | Gesetz 26.791 | 2012                                                    | Mord                                                    |
| Bolivien                                                | Gesetz Nr. 348 | 2013                                                    | Femizid                                                 |
| Brasilien                                               | Gesetz 13.104 | 2015                                                    | Femizid                                                 |
| Chile                                                   | Gesetz 20.480 | 2010                                                    | Femizid                                                 |
| Costa Rica                                              | Gesetz Nr. 8.589 | 2007                                                    | Femizid                                                 |
| Dominikanische Republik                                 | Ley Organica sobre el Derecho de las Mujeres a una Vida Libre de Violencia (Grundgesetz des Rechts einer Frau über ein Leben frei von Gewalt) | 2007                                                    | Mord                                                    |
| Ecuador                                                 | Código Orgánico Integral Penal (Strafrechtlicher Verhaltenskodex)                                                                             | 2014                                                    | Femizid                                                 |
| El Salvador                                             | Verordnung 520 | 2010                                                    | Femizid                                                 |
| Guatemala                                               | Verordnung 22-2008 | 2008                                                    | Femizid                                                 |
| Honduras                                                | Verordnung 23-2013 | 2013                                                    | Femizid                                                 |
| Kolumbien                                               | Rosa Elvira Cely Gesetz | 2015                                                    | Femizid                                                 |
| Mexico                                                  | Ley General de Accesso de las Mujeres a una Vida Libre de Violencia (Allgemeines Gesetz zum Zugang der Frauen zu einem Leben frei von Gewalt) | 2012                                                    | Femizid                                                 |
| Nicaragua                                               | Gesetz Nr. 779 | 2012                                                    | Femizid                                                 |
| Panama                                                  | Gesetz 82 | 2013                                                    | Femizid                                                 |
| Peru                                                    | Gesetz 30.068 | 2013                                                    | Femizid                                                 |
| Venezuela                                               | Gesetz 550/14 | 2014                                                    | Femizid                                                 |